# Melanophryniscus cambaraensis
Melanophryniscus cambaraensis é uma espécie de anfíbio da família Bufonidae.

## Distribuição
Esta espécie é endêmica do Brasil, onde pode ser encontrada apenas no município de Cambará do Sul, no estado do Rio Grande do Sul. Ocorre no Parque Nacional da Serra Geral e na Floresta Nacional de São Francisco de Paula.